# Mahindra KUV100
Le Mahindra KUV100 est un modèle de crossover compact citadine conçu et fabriqué par la société indienne Mahindra & Mahindra, ce dernier est produit entre 2016 et 2023.

## Description

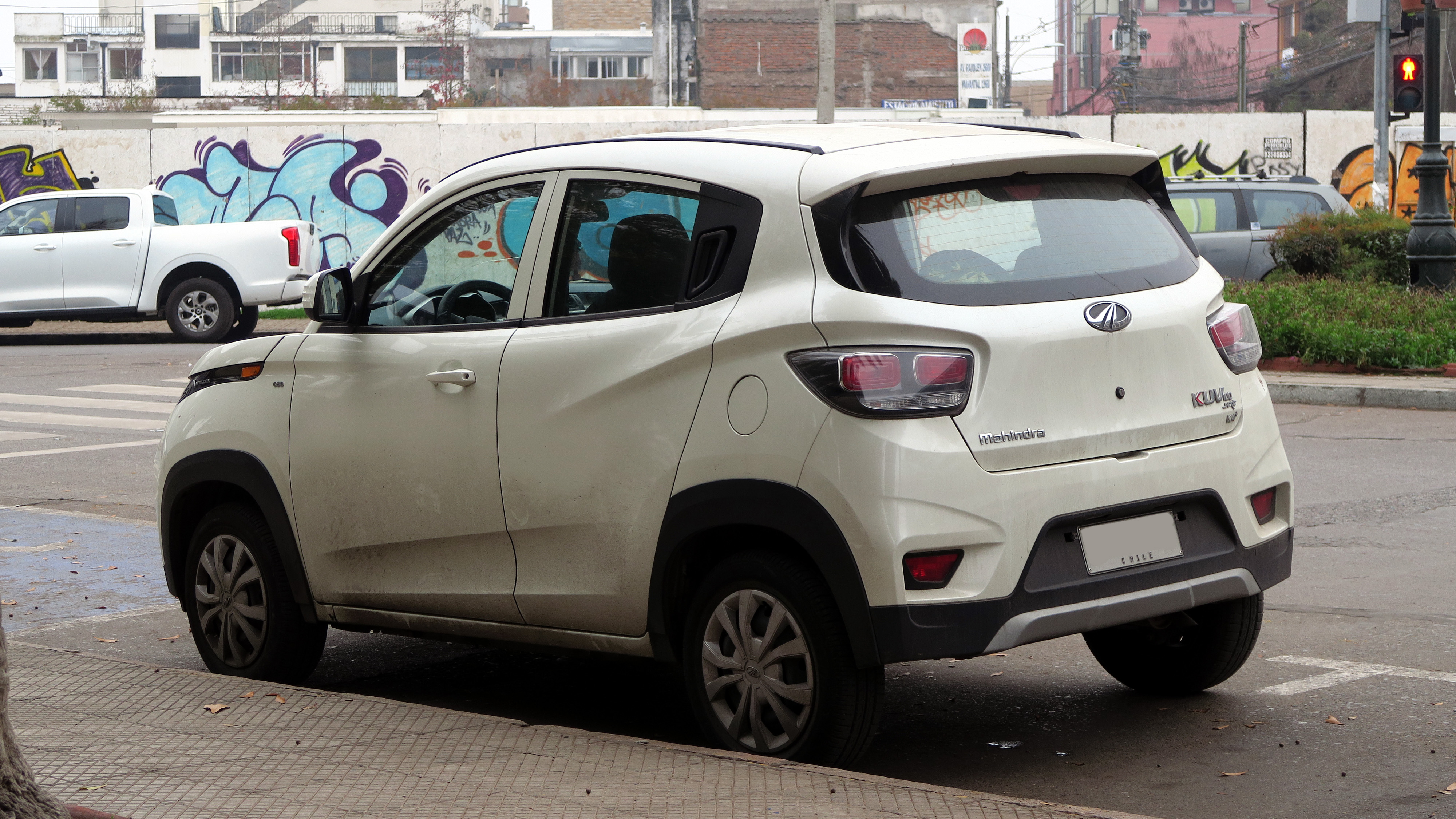
Vue arrière

Lancé le 15 janvier 2016, le Mahindra KUV100 vise la clientèle indienne qui prise de plus en plus les SUV compact, il est propulsé par un moteur diesel 1,2L et trois cylindres, lui procurant 77 chevaux,.
Une version électrique du KUV100 nommée e-KUV100 a été dévoilée à Auto Expo de 2018. L'e-KUV100 est construit sur la nouvelle plate-forme EV légère du constructeur appelée MESMA 48. Le Mahindra e-KUV100 possède un moteur électrique qui génère 54,35 cv de puissance et 120 Nm de couple. Propulsé par une batterie de 15,9 kWh, le e-KUV100 peut offrir une autonomie de 147 km en une seule charge. Il devrait être commercialisé en 2021,,.

## Sécurité
Les caractéristiques standard du KUV100 comprennent deux airbags frontaux pour la sécurité du conducteur et du passager, un système anti-blocage des roues (ABS) avec répartiteur électronique de freinage (REF) et des prétensionneurs de ceinture de sécurité.